# 朝倉在重 (河内守)
朝倉 在重（あさくら ありしげ）は、戦国時代から江戸時代初期にかけての武将。在重流朝倉氏初代当主。

## 生涯
越前国の朝倉氏の一族とされる。また、越前朝倉氏と駿河朝倉氏は別系、もしくは遠祖を同じくする遠縁であるとの説もある。
朝倉景高が朝倉孝景との争いに敗れて越前国から逃れた際、父と別れて駿河国に逃れ今川氏を頼り、今川氏滅亡後は中村一氏、次いで徳川家康に仕えたと称する。
今川時代は駿河安倍郡柿島周辺を領し、安倍七騎と呼ばれた勢力団の筆頭にも挙げられていたが、今川氏の衰退と共に駿河に侵攻してきた甲斐武田氏、次いで徳川氏の支配下に入った。その過程で安倍七騎は分裂内紛し、在重は同じ安倍七騎で義弟の大石五郎右衛門を暗器（細工をした矢）で殺害したとも伝わる。
以降は徳川氏の家臣となったとも考えられるが、家康の関東移封および徳川政権の時代になっても、朝倉氏は変わらず旧領を支配していることから、豊臣政権下では在地勢力として、家康の関東移封後に駿河を支配した中村家に仕えていたとも考えられる。
子に宣正、景年がいる。

## 御茶壺屋敷
徳川政権になった頃、駿河井川の大日峠には、茶葉を寒冷保存する御茶壺屋敷があった。秋の彼岸頃に駿府の家康、また江戸の将軍家の元へと茶壺が運ばれる行事は「御茶壺道中」と呼ばれていた。正徳年間に井川の御茶壷屋敷が廃止されるまで続いたこの行事に関して、御茶壺屋敷および保存されていた数々の名品茶壷の管理は、当初、地元井川の海野弥兵衛（海野元定）と柿島の朝倉六兵衛（在重）に任されていた。

## 系譜
- 父：不詳
- 母：不詳
- 室：末高正長娘
  - 長男：朝倉宣正（1573-1637）
- 生母不明の子女
  - 男子：朝倉在重（1583-1651）?
  - 男子：朝倉景年
  - 望月與太郎室

室の末高正長の長男であった末高正久の子に、末高正宣がいる。徳川家康に仕え3百石。のち徳川頼宣の配下となったが、のちに直参旗本に復帰している。この正宣の室が「朝倉六兵衛有重」の娘とされる。